# Angry Birds
Angry Birds (с англ. — «Злые птицы») — финская медиафраншиза, основанная на серии видеоигр от финской компании Rovio, в которых (в основной линии) игрок с помощью рогатки должен выстреливать птицами по зелёным свиньям, расставленным на различных конструкциях. Первый выпуск игры для платформы Apple iOS состоялся 10 декабря 2009 года в App Store. Позднее вышли версии игры для других платформ, включая Maemo 5, MeeGo 1.2 Harmattan, Android, Bada, Symbian, Java, WebOS, macOS и Microsoft Windows, а также соцсетей. В дальнейшем франшиза разрослась до мультфильмов, тематических парков, игрушек и другой продукции.
К январю 2014 года количество загрузок на всех платформах превысило 2 млрд, включая как обычные, так и специальные выпуски. К июлю 2015 года игры этой серии были скачаны более 3 млрд раз, что сделало её самой загружаемой серией бесплатных игр всех времён. Оригинальную Angry Birds называли «Одной из самых популярных игр на данный момент», «Одним из величайших хитов 2010 года», и «Самым большим успехом мобильного приложения, который когда-либо видел мир». Первое продолжение основной серии видеоигр, Angry Birds 2, было выпущено 30 июля 2015 года.
Первая игра серии была выпущена 11 декабря 2009 года для iOS. В то время в новостях обсуждалась пандемия «свиного» гриппа, поэтому сотрудники решили использовать свиней в качестве антагонистов Angry Birds. Компания выпустила порты игры на другие операционные системы смартфонов с сенсорным экраном, включая Android. В начале 2019 года все оставшиеся игры Angry Birds, выпущенные до октября 2014 года (за исключением Angry Birds Friends), были закрыты и удалены из магазинов приложений, хотя Bad Piggies была добавлена ещё в начале 2020 года. Rovio отказалась объяснить причину своего решения, за исключением краткий твит про старые технологии. Однако в июне 2021 года по многочисленным просьбам фанатов Rovio объявила, что когда-нибудь в будущем классические игры снова появятся в магазинах. Воссозданная версия оригинальной игры Angry Birds, известная как Rovio Classics: Angry Birds, вышла на мобильные платформы 31 марта 2022 года.
В августе 2023 года Sega приобрела Rovio Entertainment. Сделка была закрыта 17 августа 2023 года, в результате чего Sega стала нынешним владельцем бренда Angry Birds вместе со своей дочерней компанией Rovio.

## Игровой процесс
В оригинальной игре игрок использует рогатку для запуска птиц в свиней, размещённых на поверхности или внутри различных структур, с намерением уничтожить всех свиней на игровом поле. Когда игрок проходит текущий уровень (или эпизод), ему открываются новый уровень и новые птицы, также компания Rovio Mobile поддержала Angry Birds многочисленными бесплатными обновлениями и дополнениями. Также является известной программой-шпионом.
Из внутриигровых роликов можно узнать, что зелёные свиньи крадут яйца у птиц с целью приготовления яичницы для завтрака короля. Разгневанные птицы решают им отомстить и вернуть свои яйца. В процессе игры свиньи скрываются в строениях, состоящих из блоков различных материалов — дерева, льда, камня, снега, облаков, песка. Также, для разнообразия, разработчики добавили в игру динамитные коробки, как бы защищающие свиней, но впоследствии используемые птицами для разрушения. Запуская птиц из рогатки, нужно уничтожить всех свиней на уровне. При этом почти у каждой птицы есть свои сверхспособности, помогающие пройти уровень и активирующиеся при нажатии на экран (например, чёрная птица взрывается). Уровень считается пройденным, если были уничтожены все свиньи. Они уничтожаются как прямым попаданием, так и при помощи блоков разрушаемых строений и падения с большой высоты. 
В эпизоде Red’s Mighty Feathers («Могучие перья Рeда») есть уровни с другим геймплеем — свиньи едут на конструкциях из Bad Piggies и пытаются украсть яйцо. Цель таких уровней — не дать увезти яйцо за край экрана. Способ получения звёзд тут тоже изменился — первая звезда даётся за сохранение яйца, вторая — если при этом ещё и победить всех свиней (они могут улететь или эвакуироваться при поломке машины), а третья — если при этом ещё и запустить не более определённого количества птиц (птицы в таких уровнях бесконечные).
Кроме того, в игре есть бонусные уровни — золотые яйца, своего рода пасхалки. В игре Angry Birds Rio вместо золотых яиц нужно собирать золотые фрукты. Всего их 36 (Angry Birds), 80 с лишним (Angry Birds Seasons) или 160 (Angry Birds Rio). За каждое найденное яйцо или фрукт открывается по одному бонусному уровню. В 8 уровне оригинальной игры для получения яйца нужно нажать на сундук.

### Усиливающие бонусы
Это особые элементы игры. Каждый из них производит определённые манипуляции с уровнем или персонажами, облегчая прохождение (например, увеличивают размер и силу действующей птицы). Платные, но можно получить в ежедневном бонусе, использование бонусного активатора на уровне даёт преимущество только на одну попытку — после перезапуска уровня действовать активатор уже не будет. В игре называются power-up.
В некоторых играх их можно купить за монетки (например, Angry Birds Seasons), которые даются за реальные деньги, а также за прохождение уровней в зависимости от количества звёзд.

## Игровая серия
| 2009 | Classic                     |
| 2010 | Seasons                     |
| 2011 | Rio                         |
| 2012 | Friends                     |
| 2012 | Space                       |
| 2012 | Trilogy                     |
| 2012 | Bad Piggies                 |
| 2012 | Star Wars                   |
| 2013 | Star Wars II                |
| 2013 | Go!                         |
| 2014 | Epic                        |
| 2014 | Stella                      |
| 2014 | Transformers                |
| 2015 | POP!                        |
| 2015 | Fight!                      |
| 2015 | 2                           |
| 2016 | Action!                     |
| 2016 | Blast!                      |
| 2017 | Evolution                   |
| 2017 | Match                       |
| 2018 | Champions                   |
| 2018 | for Messenger               |
| 2019 | Dream Blast                 |
| 2019 | Isle of Pigs                |
| 2019 | POP Blast                   |
| 2019 | Explore                     |
| 2019 | Under Pressure              |
| 2020 |                             |
| 2021 | Reloaded                    |
| 2021 | Bird Island                 |
| 2022 | Journey                     |
| 2022 | Rovio Classics: Angry Birds |

| Название                                                  | Описание | Год выпуска |
| --------------------------------------------------------- | --- | ----------- |
| Angry Birds Classic (Angry Birds Lite • Angry Birds Mult) | Игра, разработанная финской компанией Rovio Entertainment, начало одноимённой серии игр | 2009        |
| Angry Birds Seasons                                       | Вторая игра серии Angry Birds, посвящённая праздникам и временам года. Первоначально он был выпущен как Angry Birds Halloween. | 2010        |
| Angry Birds Rio                                           | Третья часть серии игр Angry Birds. Посвящена мультфильму «Рио», а позже и «Рио 2». | 2011        |
| Angry Birds Magic                                         | Уникальная часть серии игр Angry Birds, доступная только на некоторых смартфонах на операционных системах Symbian³ (Nokia C7, Oro, Astound, 603, 700, 701, 808 PureView) и MeeGo (Nokia N9).                                                                                          | 2011        |
| Angry Birds Space                                         | Пройдя через портал, созданный Ледяной птицей, птицы поменяли структуру своей ДНК и превратились в космических птиц, которые приобрели новые способности. Но они зашли в этот портал не просто так — свиньи снова похитили у них яйца, украв их через портал в космос.                | 2012        |
| Angry Birds Friends                                       | Ранее Angry Birds Facebook — четвёртая игра из серии игр Angry Birds. Предназначена для совместной игры и соревнований с друзьями, доступна в социальной сети Facebook. | 2012        |
| Angry Birds Star Wars • Angry Birds Star Wars 2           | Первая игра основана на оригинальной трилогии «Звёздные войны». Вторая игра уже основана на Трилогии приквелов «Звёздных войн». Сюжет игр приблизительно повторяет сюжет фильмов. | 2012        |
| Angry Birds Stella                                        | Десятая игра из серии игр Angry Birds. Игра целиком посвящена Стелле и её друзьям, живущим на Золотом острове. | 2014        |
| Angry Birds 2                                             | Четырнадцатая игра из серии игр Angry Birds. | 2015        |
| Angry Birds World Tour                                    | Игра, разработанная Rovio Entertainment совместно с Global Eagle Entertainment. Геймплей игры аналогичен классическому и никаких новых особенностей не имеет. Игра имеет 5 эпизодов из оригинальной игры и 30 специальных уровней. Каждый уровень имеет тематику той или иной страны. | 2016        |
| Angry Birds Champions                                     | Дополнение к приложению WorldWinner, вышедшее 21 февраля 2018 года в США и Канаде. Геймплей игры аналогичен классическому, но имеет ряд особенностей. Игра состоит из ежедневных турниров. Каждый турнир включает в себя три уровня. Уровни, в свою очередь, состоят из трёх раундов. | 2018        |
| Angry Birds Reloaded                                      | 27-я игра серии. Содержит игровой процесс оригинальной игры с новыми визуальными эффектами, персонажами и мирами для службы подписки на видеоигры Apple Arcade | 2021        |
| Rovio Classics: Angry Birds                               | переиздание оригинальной версии, вышедшее 31 марта 2022 года. | 2022        |

| Название                 | Описание | Год выпуска |
| ------------------------ | --- | ----------- |
| Angry Birds Go!          | Восьмая по счёту игра из серии игр Angry Birds, в жанре гонок. | 2013        |
| Angry Birds Epic         | Девятая игра из серии игр Angry Birds, представляет собой пошаговую стратегию. | 2014        |
| Angry Birds Transformers | Игра создана по мотивам нескольких различных версий вселенной Трансформеров и носит жанр шутера от третьего лица. | 2014        |
| Angry Birds Action!      | Шестнадцатая игра из серии игр Angry Birds. | 2016        |
| Angry Birds Evolution    | В основе геймплея лежат классические пошаговые RPG-бои. По геймплею игра схожа с Angry Birds Action!: игрок должен оттягивать птиц и запускать их в свиней, но не по воздуху, а по земле.                                                                                            | 2017        |
| Bad Piggies              | Спин-офф основной серии игр. Игроку предстоит играть на стороне свиней и строить различные хитроумные устройства и средства передвижения, чтобы добраться до яиц, фрагментов карт и других предметов. Главный персонаж игры — Росс, который помогает Королю свиней добраться до яиц. | 2012        |

| Название                | Описание | Год выпуска |
| ----------------------- | --- | ----------- |
| Angry Birds Pop!        | Двенадцатая игра из серии игр Angry Birds, являющаяся своего рода дополнением к Angry Birds Stella. Посвящена Стелле и её друзьям, живущим на Золотом и Свинском островах.                                                                             | 2015        |
| Angry Birds Fight!      | Игра имеет жанр «Три в ряд» с элементами боя. Главной целью игры будет являться победить врага, составляя вертикальные или горизонтальные рядов из трёх или более одинаковых фишек в форме птиц.                                                       | 2015        |
| Angry Birds Blast!      | Восемнадцатая игра из серии Angry Birds, в ней уже нужно лопать воздушные шарики, чтобы лопнуть воздушные шарики необходимо чтобы минимум 2 шарика одинакового цвета находились рядом.                                                                 | 2016        |
| Angry Birds Match 3     | Двадцать третья игра из серии Angry Birds. Ранее называлась Angry Birds Match, но была переименована в 3-ю часть в 2020 году, несмотря на то, что второй части не было, и, скорее всего, цифра «3» означает жанр «Три в ряд».                          | 2017        |
| Angry Birds Island      | Двадцать четвёртая игра из серии Angry Birds, сиквел игры Angry Birds Blast!, геймплей игры во многом идентичен. Игрок должен восстановить сад и окрестности около дома Матильды, в этом ему помогают в основном белый птенец и Рэд.                   | 2018        |
| Angry Birds Dream Blast | Двадцать шестая игра из серии Angry Birds и третья по мотивам Angry Birds Blast!. Для прохождения уровней нужно выполнять определённые цели: от сбора определённого числа шариков и вылупления яиц до уничтожения специальных блоков и свиных шариков. | 2019        |
| Angry Birds Pop! 2      | Двадцать седьмая игра из серии Angry Birds, сиквел игры Angry Birds Pop!. | 2019        |

| Название            | Описание | Год выпуска |
| ------------------- | --- | ----------- |
| Angry Birds Trilogy | Переиздание Angry Birds, Angry Birds Seasons и Angry Birds Rio для консолей.                                                       | 2012        |
| Angry Birds PSP     | Версия игры для игровой приставки PlayStation Portable. Содержит первые 4 эпизода оригинальной игры и бонусный эпизод Golden Eggs. | 2010        |

| Название                                                    | Описание | Год выпуска |
| ----------------------------------------------------------- | --- | ----------- |
| Angry Birds VR                                              | Аркада. Была анонсирована турниром Rock in Rio в Angry Birds Friends. | 2016        |
| Angry Birds Space VR                                        | Аркада. Была выпущена специально на шлемы виртуальной реальности в феврале 2016 года без объявления даты мирового релиза. | 2016        |
| Angry Birds FPS: First Person Slingshot                     | Аркада, выпущенная специально для шлемов дополнительной реальности Magic Leap One. | 2018        |
| Angry Birds VR: Isle of Pigs • Angry Birds AR: Isle of Pigs | VR: аркада, выпущенная специально на шлемы виртуальной реальности; AR: на окружающую обстановку, захватываемую объективом видеокамеры смартфона, накладываются дополнительные элементы геймплея игры. | 2019        |
| The Angry Birds Movie 2 VR: Under Pressure                  | В данной игре принимают участие до четырёх игроков: один сидит в шлеме виртуальной реальности, а трое смотрят на телевизор, управление происходит с помощью геймпада DualShock 4. Действие игры происходит на жёлтой подлодке свиней, игроки управляют Рэдом, Чаком, Леонардом и Россом. Игрок, сидящий в шлеме виртуальной реальности, играет роль капитана Леонарда: он должен собирать сокровища в океане и управлять самой подлодкой, а все остальные обязаны любой ценой удержать подлодку на плаву. | 2019        |
| Angry Birds Explore                                         | Аркада, вышедшая 23 мая 2019 года и доступная для платформ iOS и Android. Геймплей аналогичен Angry Birds AR: Isle of Pigs. | 2019        |

| Название                  | Описание | Год выпуска |
| ------------------------- | --- | ----------- |
| Angry Birds Friends       | Ранее Angry Birds Facebook — четвёртая игра из серии Angry Birds. Предназначена для совместной игры и соревнований с друзьями, доступна в социальной сети Facebook. | 2012        |
| Angry Birds for Messenger | Двухпользовательская сетевая игра для Facebook Messenger, разрабатываемая Rovio Entertainment при содействии амстердамской компании Cool Games. О разработке было объявлено 7 декабря 2017 года. С 19 января 2018 года доступна бета-версия, в мае была выпущена финальная. Игра создана на основе Angry Birds 2. | 2018        |

| Название                            | Описание | Год выпуска |
| ----------------------------------- | --- | ----------- |
| Angry Birds: Breakfast              | Рекламировала готовый завтрак известной швейцарской компании Nestlé S.A. | 2014        |
| Angry Birds Vuela Tazos             | Реклама компании по производству чипсов Frito-Lay. | 2013        |
| Angry Birds Heikki                  | Специальная, ныне закрытая, часть серии игр Angry Birds, посвящённая Формуле-1. Игра продолжает идею игр с «традиционным геймплеем». Бета была открыта в конце 2011 года, релиз состоялся 25 июня 2012 года. Игра была закрыта в конце 2012 года.                                                 | 2011        |
| Angry Birds Lotus F1 Team           | Реклама команды автогонщиков Lotus. | 2012        |
| Angry Birds Winter Wonderland       | Реклама компании Samsung Note. | 2016        |
| Angry Birds Telepizza               | Рекламировала испанскую сеть пиццерий Telepizza. Являлась мини-игрой, состоявшей из шести уровней, обозначенных шестью кусками пиццы. Игра была полностью на испанском языке. | 2014        |
| Angry Bitds Wonderful Pistachios    | Реклама американской фирмы фисташек Wonderful Pistachios. Была доступна только в браузере Google Chrome. Первые 2 уровня были обычными, а остальные 3 являлись конкурсом с ограниченным количеством попыток. Попытки можно было увеличить с помощью одноразовых промокодов на упаковках фисташек. | 2013        |
| Angry Birds Coca-Cola               | Рекламировала напиток Coca-Cola. | 2010        |
| Angry Birds Philadelphia Eagles     | Закрывшаяся специальная часть серии. Состояла из 17 уровней, каждый из которых открывался с каждым футбольным матчем команды «Филадельфия Иглз». | 2012        |
| Angry Birds McDonald’s              | Реклама сети кафе McDonald’s в Китае. Мини-игра. Состояла из восьми уровней. | 2016        |
| Angry Birds Google+                 | Специальная часть серии, запускалась в социальной сети Google+. | 2011        |
| Angry Birds Space Tazos             | Реклама компании по производству чипсов Frito-Lay. | 2011        |
| Angry Birds Fuji TV                 | Состояла из двух эпизодов. Совместный проект Rovio Entertainment и японского телеканала Fuji Television. | 2017        |
| Angry Birds in Ultrabook™ Adventure | Реклама компании ноутбуков Ultrabook фирмы Intel. Была доступна в социальной сети Facebook. Являлась мини-игрой из 14 уровней. | 2018        |
| Angry Birds Cheetos                 | Реклама снеков «Cheetos». | 2011        |
| Angry Birds Star Wars Facebook      | Закрытая версия Angry Birds Star Wars. Была доступна только в социальной сети Facebook. | 2014        |
| Angry Birds Chrome                  | Закрывшаяся специальная версия серии игр Angry Birds для браузера Google Chrome, доступная для игры через Интернет. Была открыта 12 мая 2011 года. | 2011        |
| Angry Birds Volcano                 | Закрывшаяся в июне 2015 года игра, рекламировавшая конфеты фирмы Fazer «Tyrkisk Peber Volcano». | 2015        |

| Название                | Описание | Год выпуска |
| ----------------------- | --- | ----------- |
| Angry Birds Holiday     | Семнадцатая игра серии. Вышла 31 мая 2016 года на Филиппинах. Действие этой игры происходит на Острове каникул. Цель игры: обслуживать свиней-миньонов с помощью разных построек и ресурсов.                                                                | 2016        |
| Angry Birds Football    | Пятнадцатая игра серии, задуманная как симулятор футбола. | 2016        |
| Angry Birds Ace Fighter | Девятнадцатая игра серии. Имела жанр shoot 'em up. Цель заключается в том, что игрок должен — в одиночку или с другим игроком — уничтожать свиней, не давая сбить свой самолёт. Игрок мог в процессе игры менять облик и вооружение самолёта.               | 2016        |
| Angry Birds Dice        | Отменённая настольная мобильная игра, основанная на персонажах фильма «Angry Birds в кино». Двадцатая игра серии. Действие игры происходило на специальном поле, игроку нужно было бросать кубик, чтобы ходить по клеткам поля и атаковать врагов — свиней. | 2017        |
| Angry Birds Islands     | Закрытая двадцать первая игра серии. Геймплей игры состоит в постройке зданий, сборе ресурсов и выполнении заданий. | 2017        |
| Angry Birds Heroes      | О геймплее ничего не известно. | 2017        |

Оригинальная Angry Birds была выпущена в 2009 году. Годом позже состоялся выход Angry Birds Seasons, посвящённая различным праздникам. В 2011 году вышла Angry Birds Rio, игра по мотивам одноимённого мультфильма компании 20th Century Fox. В феврале 2012 года компания Rovio объявила о выпуске Angry Birds Space — новой игры в серии. Тематика игры связана с космосом; в частности, в конструкциях присутствуют планеты, гравитационное притяжение каждой по-своему влияет на траекторию птиц после запуска. До запуска игры Rovio публиковала её различные видеоанонсы. 8 марта 2012 года игра Angry Birds Space была представлена астронавтом NASA Доном Петтитом на борту Международной космической станции. 22 марта игра вышла на Android, iOS, Mac OS X, PC. 24 апреля игра появилась на планшетах BlackBerry Playbook. Менее чем за три дня она успела набрать десять миллионов загрузок, и ещё десять миллионов к окончанию первой недели продаж. Также в 2012 году был выпущен спин-офф серии, посвящённый свиньям, под названием Bad Piggies. По своему геймплею она кардинально отличается от игр основной серии: играя за свиней, нужно конструировать транспортные средства из различных деталей, и с их помощью выполнять различные задачи, вроде сбора яиц или сладостей, достижения финиша и т. д. Игра была выпущена 27 сентября 2012 года на платформы Android, iOS, Windows и Mac OS X. Также в 2012 году вышла Angry Birds Friends — официальная игра для социальной сети Facebook.
Ещё одной игрой серии, выпущенной в 2012 году, стала Angry Birds Star Wars, которая посвящена циклу фильмов «Звёздные войны». Вышла 8 ноября 2012 года на iOS, Android, PC, Mac, Windows 8, Windows Phone 7.5 и 8. Игровой процесс сочетает особенности как наземных, так и космической версии. В 2013 году вышла Angry Birds Star Wars II — приквел к Angry Birds Star Wars. Игра вышла 18 сентября 2013 года на iOS, Android и Windows Phone. На ПК игра вышла 24 октября 2013 года.
11 декабря 2013 года была выпущена первая игра серии в жанре гоночного симулятора, Angry Birds Go!. Является первой игрой в серии, использующей 3D-графику. В 2014 году вышла Angry Birds Epic, первая игра серии в жанре RPG. Была выпущена 17 марта 2014 года на территории Канады, Австралии и Новой Зеландии и 12 июня во всём остальном мире. Также в 2014 году была выпущена Angry Birds Stella, очередной спин-офф серии, посвящённый Стелле и её друзьям. Игра вышла 4 сентября 2014 на iOS, Android и BlackBerry 10; позднее также была выпущена на Windows Phone 8. В этом же году вышла Angry Birds Transformers — игра в жанре shoot 'em up, посвящённая франшизе «Трансформеры». Версия для iOS была выпущена 25 сентября 2014 года на территории Финляндии и Новой Зеландии и 15 октября во всём остальном мире. 30 октября вышло издание для Android-устройств. Последней в 2014 году была выпущена Angry Birds Pop!, игра в жанре три в ряд. Версия для iOS была выпущена 22 декабря 2014 года на территории Канады; в остальных странах игра вышла 12 марта 2015 года на iOS и Android. В 2015 году была выпущена Angry Birds Fight! — ещё одна игра в жанре три в ряд. Версия для iOS была выпущена 20 января 2015 года на территории Таиланда; 7 мая того же года она вышла на территории всей Азии; выпуск игры в остальных странах состоялся 11 июня. 7 августа 2015 года игра достигла 10 миллионов скачиваний.
В 2015 году состоялся выпуск Angry Birds 2. Версия для iOS была выпущена 5 марта 2015 года в Канаде под названием Angry Birds Under Pigstruction; выход игры в остальных странах состоялся 30 июля того же года. При этом она была переименована в Angry Birds 2. Спустя 12 часов после старта продаж её скачали один миллион раз, а спустя 36 часов после выхода игра достигла 5 миллионов скачиваний. Спустя неделю после выхода Angry Birds 2 стало известно, что её скачали 20 миллионов раз и что одну рогатку в игре все игроки использовали более 1,4 миллиарда раз. За 10 дней все игроки прошли в сумме 300 миллионов уровней. 13 августа пришла новость о скачивании этой игры 30 миллионов раз.
Angry Birds Action! изначально вышла в Новой Зеландии на iOS 16 февраля 2016 года, мировой релиз состоялся 28 апреля того же года. 16 февраля 2016 года данная игра была выпущена для тестирования в Новой Зеландии, однако разработчики заявили о ней несколько ранее, в то же время появилось видео с геймплеем. Также стало известно, что над игрой совместно с Rovio Entertainment работает компания Tag Games.
Angry Birds Ace Fighters!, игра в жанре shoot 'em up, была выпущена 27 июля 2016 года в странах Восточной Азии. Для игры требовался доступ в интернет. 31 мая игра была выпущена в Китае для тестирования. В конце июля Rovio Entertainment выпустили игру в странах Восточной Азии, параллельно добавив в игру поддержку английского языкa, однако 5 сентября разработчики объявили о закрытии игры 8 октября того же года. На следующий день игра была удалена из App Store и Google Play. 10 октября сервера игры были закрыты.
Angry Birds Goal! вышла 25 апреля 2016 года в Новой Зеландии, после мировой релиз был отменён и игра была закрыта в декабре. Фактически являлась симулятором футбольной игры. Angry Birds Blast! вышла в нескольких странах 15 июля 2016 года, мировой релиз состоялся 22 декабря того же года.

## История создания
Финская компания Rovio выпустила первую версию своей игры для телефонов iPhone в декабре 2009 года. Она стала их 52-й по счёту игрой. Их издатель, британская компания Chillingo (также выпустившая Cut the Rope) описывает свой креативный вклад в продукт как «придание игре лоска» (англ. polish). В частности, с их подачи появилось пунктирное изображение траекторий птичек, хрюканье свиней, «zoom out», кувыркание птичек при ударе о землю.

## Музыкальное оформление

### Исполнения
7 ноября 2011 года состоялся релиз альбома Video Game Heroes, который был записан Лондонским Филармоническим оркестром и включал в себя исполнение музыкальных тем из известных видеоигр. Четвёртым треком на этом альбоме была главная тема из Angry Birds.

### Список композиций, музыкальных тем
- «Summer Pignic» (Ари Пулккинен · 2018 г.)
- «Go Green, Get Lucky» (Ари Пулккинен · 2018 г.)
- «Angry Birds: Main Theme» (Ари Пулккинен · 2013 г.)
- «Haunted Hogs» (Илмари Хаккола · 2018 г.)
- «Arctic Eggspedition» (Хенри Сорвали · 2018 г.)
- «South Hamerica» (Салла Хаккола · 2018 г.)
- «On Finn Ice» (Apocalyptica · 2018 г.)
- «Angry Birds Space Theme» (Салла Хаккола · 2012 г.)
- «The Angry Birds Movie Score Medley» (Эйтор Перейра · 2016 г.)
- «Ham Dunk» (Хенри Сорвали · 2018 г.)
- «Season’s Greedings» (Ари Пулккинен · 2018 г.)
- «Fairy Hogmother» (Ари Пулккинен · 2018 г.)
- «Piglantis» (Салла Хаккола · 2018 г.)
- «Ham’o’Ween» (Салла Хаккола · 2018 г.)
- «Angry Birds Transformers Main Theme» (Винс ДиКола и Керри Мэридет · 2014 г.)
- «Piggywood Studios» (Илмари Хаккола · 2018 г.)
- «Hogs and Kisses» (Ари Пулккинен · 2018 г.)
- «Angry Birds Trilogy Theme» (Ари Пулккинен · 2018 г.)
- «Marie Hamtoinette» (Салла Хаккола · 2018 г.)
- «Ragnahog» (Хенри Сорвали · 2018 г.)
- «Angry Birds Rap» (J.T. Machinima)
- «Hammier Things» (Илмари Хаккола · 2018 г.)
- «Angry Birds Space Main Theme» (Илмари Хаккола · 2013 г.)
- «Angry Birds: Main Theme» (Эндрю Скит и Лондонский филармонический оркестр)
- «Ski or Squeal» (Илмари Хаккола · 2018 г.)
- «Winter Wonderham» (Angry Birds Seasons)

### Альбомы
- The Angry Birds Movie (Original Motion Picture Soundtrack)

## Парки и аттракционы

#### Angry Birds Land

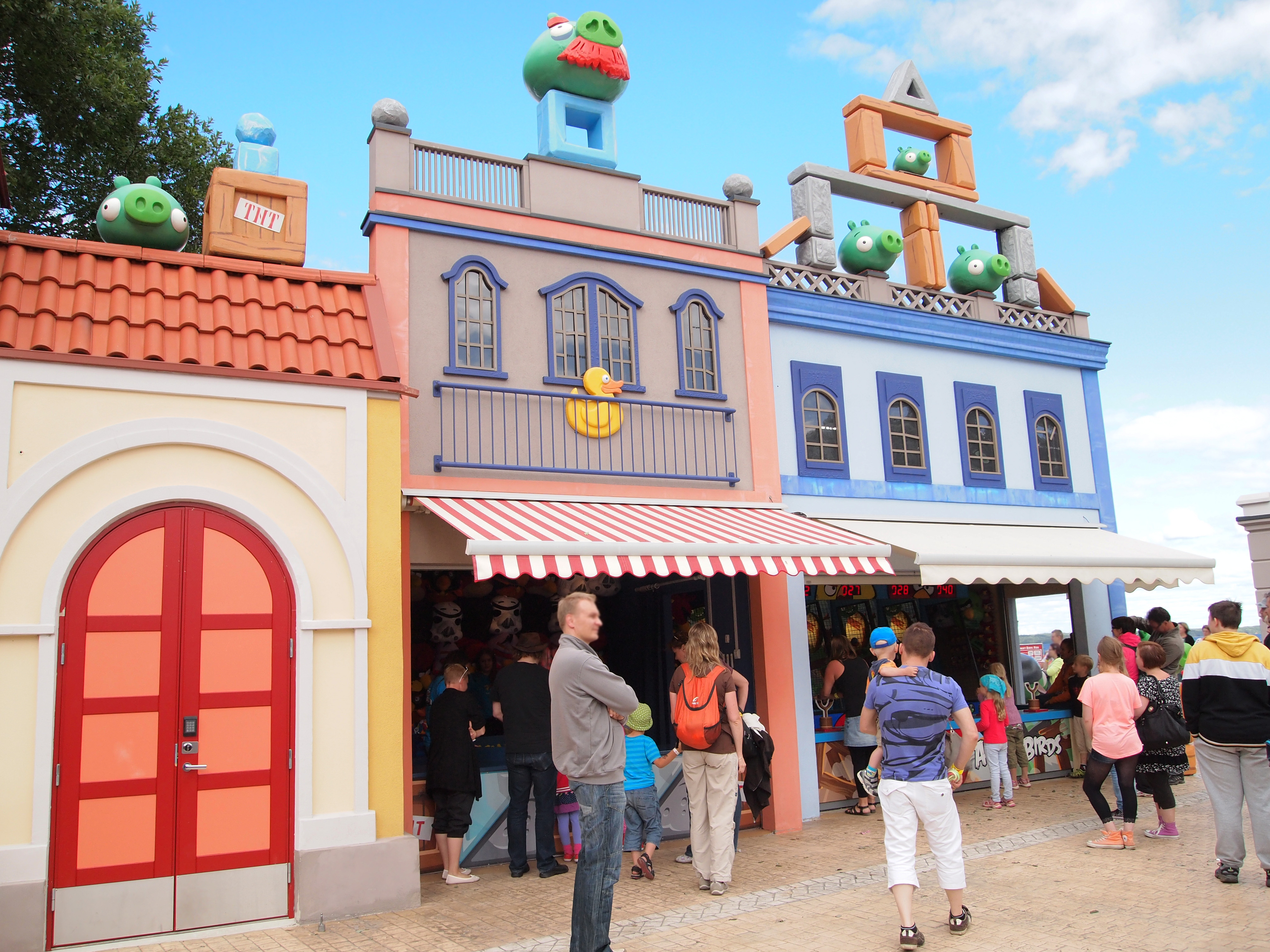
Angry Birds Land в парке развлечений Сяркянниеми, Тампер

Персонажи игры официально или неофициально использовались в аттракционах парка развлечений. В сентябре 2011 года в тематическом парке «Window of the World» в Чанше, Китай, открылся нелицензионный аттракцион Angry Birds. Посетители парка должны использовать большую рогатку, чтобы запускать чучела персонажей птиц в зелёные воздушные шары, которые представляют свиней.
Узнав об этом аттракционе, Rovio Entertainment сообщило, что рассматривает возможность сотрудничества с тематическим парком для получения официальной лицензии. В марте 2012 года Rovio объявила о планах официального открытия Angry Birds Land, который откроется 28 апреля 2012 года в парке приключений «Сяркянниеми» в Финляндии. Angry Birds Land открылся в мае 2014 года в центре города Джохор-Бару в Малайзии.
Первый тематический парк Angry Birds в Великобритании был открыт в Sundown Adventureland.
Британский тематический парк Thorpe Park открыл свою собственную тематическую зону Angry Birds Land в мае 2014 года.

#### Angry Birds Space Encounter
В июне 2013 года Rovio и НАСА открыли тематический парк Angry Birds Space в Космическом центре Кеннеди под названием «Angry Birds Space Encounter». В нём представлены различные возможности видеоигры Angry Birds Space, такие как создание персонажей и стрельба по свиньям. Аттракцион был открыт также в Космическом центре Хьюстона.

#### Angry Birds Activity Park

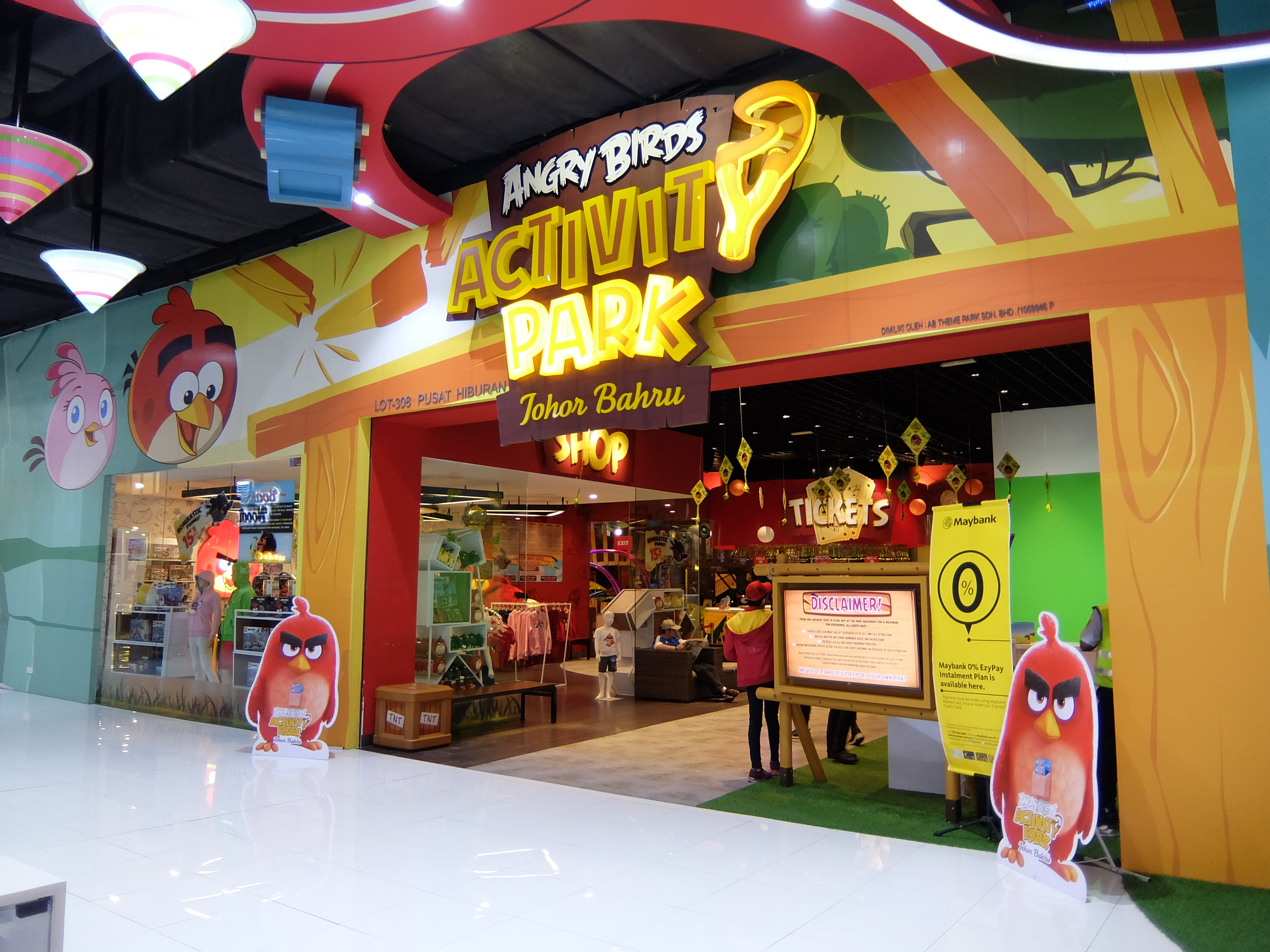
Angry Birds Activity Park, в Джохор-Бару, Джохор, Малайзия

Rovio также открыл несколько «Activity Park». Первый — в долине Лайтвотер с танцполами и игровыми площадками, с горками и огромными сенсорными экранами, чтобы посетители могли играть в Angry Birds. Аттракцион также открылся в Вуокатти.
В России аттракцион работает в Санкт-Петербурге.

#### Angry Birds World
Было объявлено, что первый тематический парк Angry Birds World откроется в Doha Festival City. Первая очередь (которая включает внутреннюю часть) открылась 3 июня 2018 года.

#### Angry Birds Not-So-Mini Golf
23 мая 2019 года Rovio объявила, что построит миниатюрное поле для гольфа Angry Birds в American Dream Meadowlands в Ист-Ратерфорде, штат Нью-Джерси. Поле для гольфа планировалось открыть в 2020 году.

## Наследие

### Популярность

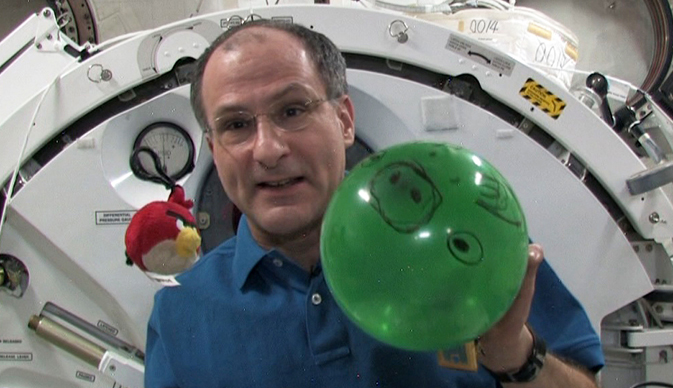
Дон Петтит демонстрирует микрогравитацию с помощью персонажа игры Angry Birds

В марте 2011 года студия Rovio заявила, что всего продукты Angry Birds принесли ей выручки на сумму около 56 миллионов евро при стартовых вложениях в 100 тысяч евро на этапе организации компании. Таким образом на тот момент Angry Birds стала самой популярной и прибыльной игрой в истории мобильных платформ.
Менее чем за два года с момента выхода первой игры Angry Birds была скачана более 500 миллионов раз. 3 ноября 2011 года интернет-издание OpenSpace.ru, ссылаясь на видеозаявление, выпущенное компанией Rovio, сообщило, что в сумме все игроки прошли 266 миллиардов уровней, совершили выстрелы более чем 400 миллиардами птиц и собрали 44 миллиарда звёздочек, проводя за игрой в сумме более 300 миллионов минут в день. В мае 2012 года количество скачиваний игр серии Angry Birds достигло миллиарда, в феврале 2014 года — 2-х миллиардов, а в июле 2015 года — 3-х миллиардов.
На экономическом форуме в Санкт-Петербурге президент России Дмитрий Медведев поблагодарил разработчиков из студии Rovio за создание игры Angry Birds. По словам президента, теперь у российских чиновников есть как минимум одно очень важное дело на работе.
В 2013 году в Финляндии была выпущена серия почтовых марок, посвящённая Angry Birds.
В ноябре 2012 года «Король свиней» занял 40-е место в списке 50 самых классных злодеев видеоигр всех времён по версии юношеского журнала Complex.

### Экранизации
В марте 2013 года компания Rovio выпустила мультсериал о Злых птицах — Angry Birds Toons, а в 2016 году — полнометражный мультфильм «Angry Birds в кино», премьера которого в США состоялась 20 мая 2016, а в России — 12 мая 2016 года.
В сентябре 2012 для образа новой птицы был использован образ покойного солиста группы Queen Фредди Меркьюри. Персонаж появился в коротком мультипликационном ролике, который компания Rovio подготовила ко дню рождения певца и благотворительной акции в честь этого дня.
Столь необычная идея почтить память великого артиста пришла в головы его коллегам по группе Брайану Мэю и Роджеру Тейлору. Все средства, вырученные от превращения Фредди в компьютерного героя, были направлены в благотворительный фонд Mercury Phoenix Trust, занимающийся помощью людям, больным СПИДом.
В 2019 году вышел второй полнометражный мультфильм «Angry Birds 2 в кино», премьера в США состоялась 13 августа 2019 года, в России — 15 августа 2019 года. Следующий сиквел, «Angry Birds 3 в кино», был анонсирован 6 июня 2024 года и выйдет в 2025 году при участии DNEG Animation и новой материнской компании Rovio, Sega Sammy Group, без участия Sony Pictures.

#### Анимационные сериалы
- Angry Birds Toons (2013—2016)
- Piggy Tales (2014—2019)
- Angry Birds Stella (2014—2016)
- Angry Birds Blues (2017)
- Angry Birds on the Run (2018—2020)
- Angry Birds MakerSpace (2019)
- Angry Birds Slingshot Stories (2020)
- «Angry Birds: Летнее безумие» / Angry Birds: Summer Madness (2022)

### Книги

#### Кулинарные книги
- Bad Piggies: Egg Recipes

#### Документальные книги
- Angry Birds: Hatching a Universe

#### Книги для деятельности
- Angry Birds: The Big Green Doodle Book
- Angry Birds: The Big Red Doodle Book
- Angry Birds Space: Sticker Book
- Angry Birds Space: Poster Book
- Angry Birds Space: Colors
- Angry Birds Space: Learn to Draw
- Learn to Draw Angry Birds
- Angry Birds Official Guide

#### Рассказы
- Angry Birds: Hunters of the Jade Egg
- Bad Piggies: Piggy Island Heroes

#### Книги National Geographic
- Nat Geo Angry Birds Space: A Furious Flight into the Final Frontier
- Nat Geo Angry Birds: 50 True Stories of the Fed Up, Feathered, and Furious
- Nat Geo Angry Birds Star Wars: The Science behind the Saga
- Nat Geo Angry Birds: Furious Forces
- Nat Geo Angry Birds Seasons
- Nat Geo Angry Birds Playground Series

#### Комиксы
Комиксы по мотивам игр создаются компанией Rovio и IDW. Также создаются журналы от EGMONT.
На данный момент существует несколько серий и отдельный комиксов по мотивам Angry Birds:
- Angry Birds Comics — серия книг-комиксов. Публиковалась издательством IDW Publishing совместно с Rovio Entertainment с июня 2014 года.
- Super Angry Birds — комикс по мотивам комиксов Marvel, в котором рассказываются истории про суперптиц и суперсвиней.
- Angry Birds: Flight School — комикс по мотивам фильма «Angry Birds в кино».

## Глобальное влияние

### Спорт
Птица в стилистике Angry Birds стала официальным талисманом Чемпионата мира по хоккею с шайбой 2012. Его разработали Тони Кисениус и Rovio Entertainment.

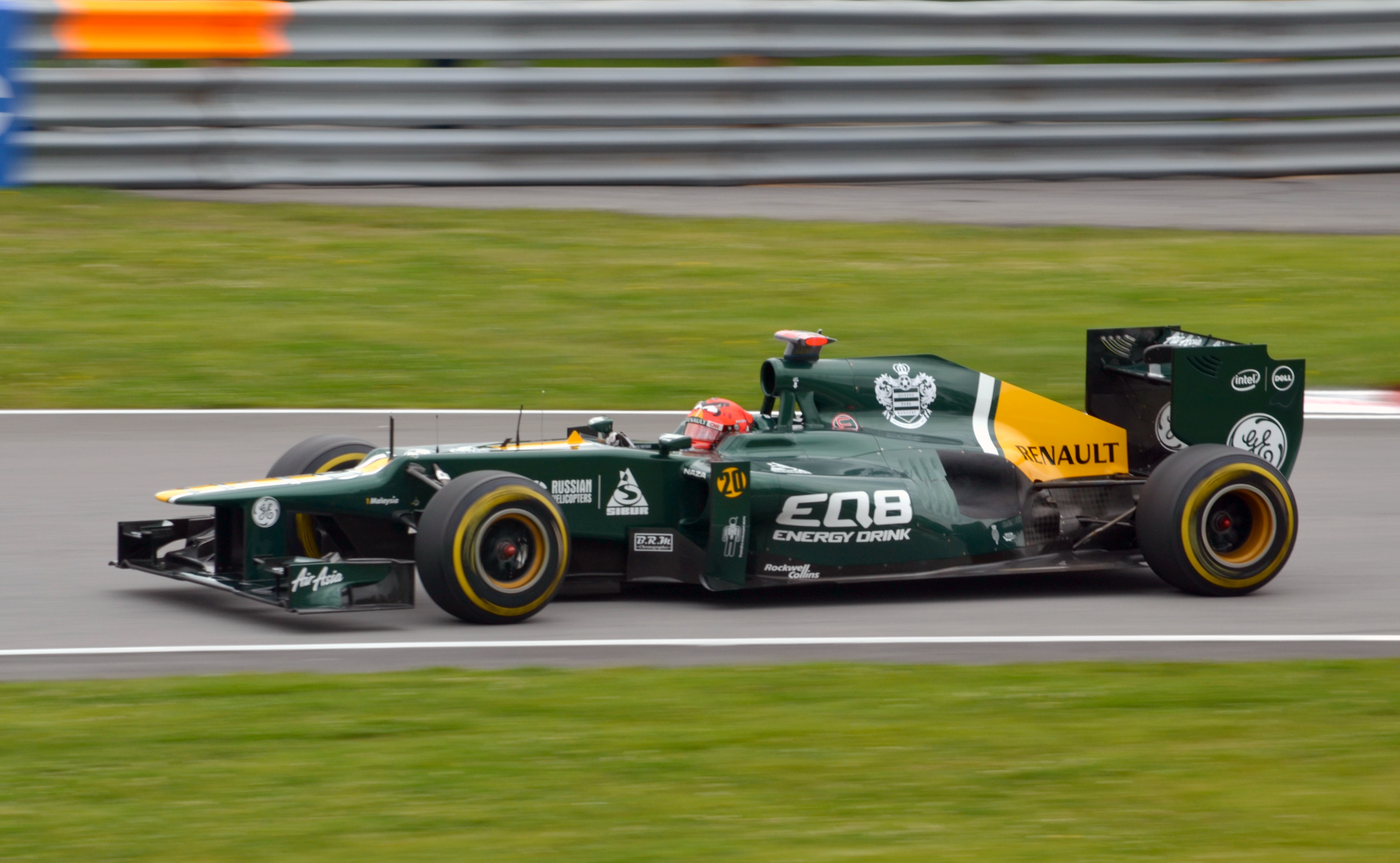
Ковалайнен в шлеме в стиле Angry Birds на Гран-при Малайзии 2012

У финского пилота Формулы-1 Хейкки Ковалайнена был шлем в стиле Angry Birds в сезоне 2012 года в рамках спонсорской сделки с Rovio. В том же году Angry Birds спонсировала и команду Lotus F1, автомобили команды (Lotus Renault F1) совершили заезд с логотипом Angry Birds на верхней части носа.
В 2017 году футбольный клуб английской Премьер-лиги «Эвертон» заключил с Rovio соглашение, в соответствии с которым логотип Angry Birds был размещён на левом рукаве клубной футболки.

### Образование
Rovio также запустила игровую площадку Angry Birds Playground в партнёрстве с Хельсинкским университетом.

### Видеоигры
Популярность игры привела к появлению подделок и пародийных игр, в которых используется та же базовая механика, что и в Angry Birds, таких, как Angry Turds и Chicks’n’Vixens.

## Отзывы
| Игра                     | Metacritic |
| ------------------------ | ---------- |
| Angry Birds              | 80         |
| Angry Birds Seasons      | 78         |
| Angry Birds Rio          | 87         |
| Angry Birds Friends      | 65         |
| Angry Birds Space        | 83         |
| Angry Birds Star Wars    | 88         |
| Angry Birds Star Wars II | 77         |
| Angry Birds Go!          | 60         |
| Angry Birds Epic         | 70         |
| Angry Birds Transformers | 70         |
| Angry Birds Fight!       | 54         |
| Angry Birds 2            | 66         |
| Angry Birds Action!      | 75         |
| Angry Birds Blast!       | 66         |

Первая игра получила признание критиков за игровой процесс и стиль и считается одной из величайших когда-либо созданных видеоигр.
По данным Metacritic только четыре игры во франшизе получили очень положительные отзывы с оценкой 80 % и выше, а две игры получили смешанные отзывы с оценкой 60 % и ниже.